# Comuni dell'Espírito Santo

Lo Stato dell'Espírito Santo, in Brasile

Segue un elenco dei 77 comuni dello stato brasiliano dell'Espírito Santo.
| #  | Comune                  | Microregione            | Mesoregione                     | Area (km²) | Popolazione | Densità |
| -- | ----------------------- | ----------------------- | ------------------------------- | ---------- | ----------- | ------- |
| 1  | Afonso Cláudio          | Afonso Cláudio          | Central Espírito-Santense       | 954,656    | 30.232      | 31,67   |
| 2  | Água Doce do Norte      | Barra de São Francisco  | Noroeste Espírito-Santense      | 484,046    | 11.680      | 24,13   |
| 3  | Águia Branca            | Nova Venécia            | Noroeste Espírito-Santense      | 449,630    | 9.150       | 20,35   |
| 4  | Alegre                  | Alegre                  | Sul Espírito-Santense           | 772,714    | 29.578      | 38,28   |
| 5  | Alfredo Chaves          | Guarapari               | Central Espírito-Santense       | 615,593    | 13.154      | 21,37   |
| 6  | Alto Rio Novo           | Colatina                | Noroeste Espírito-Santense      | 227,725    | 6.171       | 27,10   |
| 7  | Anchieta                | Guarapari               | Central Espírito-Santense       | 404,882    | 18.235      | 45,04   |
| 8  | Apiacá                  | Cachoeiro de Itapemirim | Sul Espírito-Santense           | 193,579    | 7.622       | 39,37   |
| 9  | Aracruz                 | Linhares                | Litoral Norte Espírito-Santense | 1.436,020  | 65.188      | 45,39   |
| 10 | Atílio Vivácqua         | Cachoeiro de Itapemirim | Sul Espírito-Santense           | 226,81     | 8.692       | 38,32   |
| 11 | Baixo Guandu            | Colatina                | Noroeste Espírito-Santense      | 917,888    | 28.544      | 31,11   |
| 12 | Barra de São Francisco  | Barra de São Francisco  | Noroeste Espírito-Santense      | 933,747    | 35.419      | 37,93   |
| 13 | Boa Esperança           | Nova Venécia            | Noroeste Espírito-Santense      | 428,626    | 12.529      | 29,23   |
| 14 | Bom Jesus do Norte      | Cachoeiro de Itapemirim | Sul Espírito-Santense           | 89,111     | 9.303       | 104,40  |
| 15 | Brejetuba               | Afonso Cláudio          | Central Espírito-Santense       | 342,507    | 10.896      | 31,81   |
| 16 | Cachoeiro de Itapemirim | Cachoeiro de Itapemirim | Sul Espírito-Santense           | 876,792    | 198.150     | 225,99  |
| 17 | Cariacica               | Vitória                 | Central Espírito-Santense       | 279,975    | 361.058     | 1289,61 |
| 18 | Castelo                 | Cachoeiro de Itapemirim | Sul Espírito-Santense           | 668,971    | 31.429      | 46,98   |
| 19 | Colatina                | Colatina                | Noroeste Espírito-Santense      | 1.423,271  | 99.037      | 69,58   |
| 20 | Conceição da Barra      | São Mateus              | Litoral Norte Espírito-Santense | 1.188,044  | 26.145      | 22,01   |
| 21 | Conceição do Castelo    | Afonso Cláudio          | Central Espírito-Santense       | 364,531    | 11.193      | 30,71   |
| 22 | Divino de São Lourenço  | Alegre                  | Sul Espírito-Santense           | 175,792    | 4.782       | 27,20   |
| 23 | Domingos Martins        | Afonso Cláudio          | Central Espírito-Santense       | 1.225,327  | 29.443      | 24,03   |
| 24 | Dores do Rio Preto      | Alegre                  | Sul Espírito-Santense           | 153,106    | 6.085       | 39,74   |
| 25 | Ecoporanga              | Barra de São Francisco  | Noroeste Espírito-Santense      | 2.283,233  | 22.162      | 9,71    |
| 26 | Fundão                  | Linhares                | Litoral Norte Espírito-Santense | 279,648    | 14.329      | 51,24   |
| 27 | Governador Lindenberg   | Colatina                | Noroeste Espírito-Santense      | 359,613    | 9.735       | 27,07   |
| 28 | Guaçuí                  | Alegre                  | Sul Espírito-Santense           | 467,758    | 25.353      | 54,20   |
| 29 | Guarapari               | Guarapari               | Central Espírito-Santense       | 592,231    | 93.012      | 157,05  |
| 30 | Ibatiba                 | Alegre                  | Sul Espírito-Santense           | 241,41     | 19.481      | 80,67   |
| 31 | Ibiraçu                 | Linhares                | Litoral Norte Espírito-Santense | 199,824    | 10.192      | 51,00   |
| 32 | Ibitirama               | Alegre                  | Sul Espírito-Santense           | 326,5      | 8.855       | 26,88   |
| 33 | Iconha                  | Guarapari               | Central Espírito-Santense       | 202,920    | 11.371      | 56,04   |
| 34 | Irupi                   | Alegre                  | Sul Espírito-Santense           | 184,428    | 10.199      | 55,30   |
| 35 | Itaguaçu                | Santa Teresa            | Central Espírito-Santense       | 530,388    | 13.781      | 25,98   |
| 36 | Itapemirim              | Itapemirim              | Sul Espírito-Santense           | 557,156    | 29.502      | 52,95   |
| 37 | Itarana                 | Santa Teresa            | Central Espírito-Santense       | 299,077    | 10.773      | 36,02   |
| 38 | Iúna                    | Alegre                  | Sul Espírito-Santense           | 460,522    | 24.974      | 54,23   |
| 39 | Jaguaré                 | São Mateus              | Litoral Norte Espírito-Santense | 720,4      | 21.570      | 32,86   |
| 40 | Jerônimo Monteiro       | Cachoeiro de Itapemirim | Sul Espírito-Santense           | 162,164    | 10.623      | 65,51   |
| 41 | João Neiva              | Linhares                | Litoral Norte Espírito-Santense | 272,865    | 14.998      | 54,96   |
| 42 | Laranja da Terra        | Afonso Cláudio          | Central Espírito-Santense       | 456,985    | 10.724      | 23,47   |
| 43 | Linhares                | Linhares                | Litoral Norte Espírito-Santense | 3.501,604  | 117.624     | 33,59   |
| 44 | Mantenópolis            | Barra de São Francisco  | Noroeste Espírito-Santense      | 320,750    | 10.540      | 32,86   |
| 45 | Marataízes              | Itapemirim              | Sul Espírito-Santense           | 135,402    | 31.129      | 229,90  |
| 46 | Marechal Floriano       | Afonso Cláudio          | Central Espírito-Santense       | 286,102    | 12.537      | 43,82   |
| 47 | Marilândia              | Colatina                | Noroeste Espírito-Santense      | 309,446    | 10.216      | 33,01   |
| 48 | Mimoso do Sul           | Cachoeiro de Itapemirim | Sul Espírito-Santense           | 867,281    | 33.403      | 30,23   |
| 49 | Montanha                | Montanha                | Litoral Norte Espírito-Santense | 1.099,027  | 17.803      | 16,20   |
| 50 | Mucurici                | Montanha                | Litoral Norte Espírito-Santense | 537,711    | 5.498       | 10,22   |
| 51 | Muniz Freire            | Alegre                  | Sul Espírito-Santense           | 679,922    | 17.718      | 26,06   |
| 52 | Muqui                   | Cachoeiro de Itapemirim | Sul Espírito-Santense           | 326,873    | 13.881      | 42,47   |
| 53 | Nova Venécia            | Nova Venécia            | Noroeste Espírito-Santense      | 1.448,289  | 46.080      | 29,00   |
| 54 | Pancas                  | Colatina                | Noroeste Espírito-Santense      | 823,834    | 18.324      | 22,24   |
| 55 | Pedro Canário           | São Mateus              | Litoral Norte Espírito-Santense | 434,040    | 22.991      | 52,97   |
| 56 | Pinheiros               | Montanha                | Litoral Norte Espírito-Santense | 975,056    | 22.097      | 22,66   |
| 57 | Piúma                   | Guarapari               | Central Espírito-Santense       | 73,504     | 15.682      | 213,35  |
| 58 | Ponto Belo              | Montanha                | Litoral Norte Espírito-Santense | 356,156    | 6.916       | 19,42   |
| 59 | Presidente Kennedy      | Itapemirim              | Sul Espírito-Santense           | 586,464    | 10.080      | 17,19   |
| 60 | Rio Bananal             | Linhares                | Litoral Norte Espírito-Santense | 645,483    | 15.007      | 23,25   |
| 61 | Rio Novo do Sul         | Guarapari               | Central Espírito-Santense       | 203,721    | 10.782      | 52,93   |
| 62 | Santa Leopoldina        | Santa Teresa            | Central Espírito-Santense       | 716,441    | 10.527      | 14,69   |
| 63 | Santa Maria de Jetibá   | Santa Teresa            | Central Espírito-Santense       | 735,552    | 32.180      | 43,75   |
| 64 | Santa Teresa            | Santa Teresa            | Central Espírito-Santense       | 694,5      | 21.196      | 30,50   |
| 65 | São Domingos do Norte   | Colatina                | Noroeste Espírito-Santense      | 298,9      | 7.863       | 26,25   |
| 66 | São Gabriel da Palha    | Nova Venécia            | Noroeste Espírito-Santense      | 432,814    | 27.962      | 64,61   |
| 67 | São José do Calçado     | Cachoeiro de Itapemirim | Sul Espírito-Santense           | 272,771    | 10.560      | 38,71   |
| 68 | São Mateus              | São Mateus              | Litoral Norte Espírito-Santense | 2.343,251  | 89.106      | 38,03   |
| 69 | São Roque do Canaã      | Santa Teresa            | Central Espírito-Santense       | 342,395    | 10.276      | 30,01   |
| 70 | Serra                   | Vitória                 | Central Espírito-Santense       | 553,254    | 394.370     | 712,82  |
| 71 | Sooretama               | Linhares                | Litoral Norte Espírito-Santense | 593,366    | 21.826      | 36,78   |
| 72 | Vargem Alta             | Cachoeiro de Itapemirim | Sul Espírito-Santense           | 414,737    | 20.550      | 49,50   |
| 73 | Venda Nova do Imigrante | Afonso Cláudio          | Central Espírito-Santense       | 187,894    | 18.368      | 97,76   |
| 74 | Viana                   | Vitória                 | Central Espírito-Santense       | 311,608    | 56.365      | 180,88  |
| 75 | Vila Pavão              | Nova Venécia            | Noroeste Espírito-Santense      | 432,741    | 8.698       | 20,10   |
| 76 | Vila Valério            | Nova Venécia            | Noroeste Espírito-Santense      | 464,351    | 12.465      | 26,84   |
| 77 | Vila Velha              | Vitória                 | Central Espírito-Santense       | 208,820    | 405.374     | 1941,26 |